# Nedaszky
Nedaszky (ukr. Недашки) – wieś na Ukrainie, w obwodzie żytomierskim, w rejonie korosteńskim, w hromadzie Malin. W 2001 liczyła 592 mieszkańców, spośród których 576 wskazało jako ojczysty język ukraiński, 11 rosyjski, 2 mołdawski, 2 białoruski, a 1 ormiański.